# Wintu
Le wintu est une langue amérindienne  de la famille des langues wintuanes parlée aux États-Unis, en Californie dans la vallée de Sacramento et dans les montagnes le long du cours supérieur de la rivière Trinity.
La langue s'est éteinte avec la mort de sa dernière locutrice Florence Jones en 2003. Elle avait alors 95 ans.

## Phonologie
Les tableaux présentent les phonèmes du wintu, les voyelles et les consonnes.

### Voyelles
|         | Antérieure    | Centrale      | Postérieure   |
| ------- | ------------- | ------------- | ------------- |
| Fermée  | i [i] iː [iː] |               | u [u] uː [uː] |
| Moyenne | e [e] eː [eː] |               | o [o] oː [oː] |
| Ouverte |               | a [a] aː [aː] |               |

### Consonnes
|               |               | Bilabiale | Dentale | Latérale | Palatale | Vélaire | Uvulaire | Glottale |
| ------------- | ------------- | --------- | ------- | -------- | -------- | ------- | -------- | -------- |
| Occlusives    | Sourdes       | p [p]     | t [t]   |          |          | k [k]   | q [q]    | ʔ [ʔ]    |
| Occlusives    | Aspirées      | ph [pʰ]   | th [tʰ] |          |          |         |          |          |
| Occlusives    | Sonores       | b [b]     | d [d]   |          |          |         |          |          |
| Occlusives    | Glottales     | pʼ[pʼ]    | tʼ[tʼ]  |          |          | kʼ [kʼ] | qʼ [qʼ]  |          |
| Fricatives    | Fricatives    |           | s [s]   | ł [ɬ]    |          | x [x]   | χ [χ]    | h [h]    |
| Affriquées    | Sourdes       |           |         | ƛ [t͡ɬ]   | č [t͡ʃ]   |         |          |          |
| Affriquées    | Glottales     |           |         | ƛʼ [t͡ɬʼ] | čʼ [t͡ʃʼ] |         |          |          |
| Nasales       | Nasales       | m [m]     | n [n]   |          |          |         |          |          |
| Liquides      | Liquides      |           | r [r]   | l [l]    |          |         |          |          |
| Semi-voyelles | Semi-voyelles | w [w]     |         |          | y [j]    |         |          |          |